# Universal Republic
La Universal Republic Records è stata una casa discografica e una divisione della Universal Motown Republic Group. Il marchio fu fuso in The Island Def Jam Music Group, rendendo Republic Universal Records un'unica etichetta discografica.